# Roar Sørensen
Roar Sørensen är en norsk israelkännare och sedan 2024 medarbetare vid den norska avdelningen av den Internationella kristna ambassaden Jerusalem (ICEJ).
Sørensen studerade vid Hebrew University of Jerusalem mellan 1999 och 2001 samt mellan 2003 och 2005 och tog två masterexamina, en i "Jewish Civilization" och en i "Israeli Politics and Society". Han har lett många studieresor till Israel. Han är faktaredaktör för boken Folket som överlevde. Han är sedan 2024 anställd vid ICEJ (International Christian Embassy Jerusalem) i deras avdelning i Norge.